# Hans-Joachim Bochnik
Hans-Joachim Bochnik (* 29. Juni 1920 in Lemberg, damals Polen, heute Ukraine; † 8. Dezember 2005 in Frankfurt am Main) war ein deutscher Psychiater, Neurologe und Hirnforscher.

## Leben
Hans-Joachim Bochnik wurde in Lemberg geboren und wuchs ab 1921 in Berlin auf. In Berlin studierte er auch Medizin bis zum Physikum. Danach wurde er zur Wehrmacht einberufen und war in Kriegseinsätzen in Dänemark und Russland. Er absolvierte sein klinisches Studium in Hamburg und spezialisierte sich nach Staatsexamen und Promotion auf die Fachgebiete Psychiatrie und Neurologie. Er war Schüler des Psychiaters Hans Bürger-Prinz, NSDAP-Mitglied und Mitglied weiterer NS-Organisationen sowie Gegner der Psychoanalyse, und mit ihm nach seinem Weggang aus Hamburg noch jahrzehntelang verbunden. In Bochniks 1945 geschlossener Ehe wurden drei Kinder geboren. 1955 habilitierte er sich an der Universität Hamburg als Privatdozent für die Fächer Psychiatrie und Neurologie. 1961 wurde er an der gleichen Hochschule außerplanmäßiger Professor.
1966 wurde Bochnik als Ordinarius an die Universität Frankfurt/M. berufen und leitete dort die psychiatrische Klinik der Universität.

## Leistungen
Mehr als 30 Jahre hielt Bochnik Vorlesungen über Psychopathologie, forensische Psychiatrie, Psychotherapie und klinische Psychiatrie.
Bochnik, der neben verschiedenen Einzelarbeiten 1963 das Buch „Bedürfnis, Rausch und Sucht“ veröffentlicht hat, war Vorsitzender der Expertenkommission über die Drogengefährdung und Drogenabhängigkeit Jugendlicher.
Er ist Urheber des „Bochnik’schen Dreiecks“ bekannt, das Zusammenhänge und Interaktionen zwischen Krankheit, sozialen Umständen und Primärpersönlichkeit schematisch im Sinne einer multikonditionalen Ursachenlehre für psychische Störungen aufzeigt.
In der Auseinandersetzung um das Fortbestehen des Sozialistischen Patientenkollektivs wurde er als Gutachter bestellt. Das Fortbestehen des SPK hat Bochnik abgelehnt.

## Veröffentlichungen
- H.-J. Bochnik, C. Gärtner-Huth, Werner Richtberg: Psychiatrie lernen: Erkennen, Erfahren, Handeln; Phänomenologie; ganzheitsorientierte Diagnostik; Untersuchen u. Dokumentieren; ärztl. Verhalten; Besinnungstherapie. perimed-Fachbuch-Verlagsgesellschaft, Erlangen 1986.
- Bedürfnis, Rausch und Sucht.